# Faïza Guène
Faïza Guène er en fransk forfatter (født 1985 i Bobigny), men opvokset i Pantin.
I Danmark er hun bedst kendt for bogen Kiffe kiffe demain fra 2004 (på dansk Kiffe kiffe i morgen, 2010), om den 15-årige pige Doria og hendes mors liv i en forstad til Paris.
Udover Kiffe kiffe i morgen har Guène skrevet bøgerne Du rêve pour les oufs, 2006 (på dansk Hvor drømmene vender 2011) og Les gens du Balto (2008 på dansk Sidste omgang på Balto 2011).
Hun har endvidere instrueret kortfilmene:
- La Zonzonnière[4] (1999)
- RTT[5] (2002)
- Rumeurs[6] (2002)
- Rien que des mots[7] (2003)

Og har skrevet dokumentarfilmen Mémoires du 17 octobres i 2002 om Massakren i Paris 1961.